# جاك رولان
جاك رولان (بالفرنسية: Jacques Rolland)‏ هو سياسي فرنسي، ولد في 14 أكتوبر 1914 في باريس في فرنسا، وتوفي بنفس المكان في 11 سبتمبر 1999. حزبياً، نشط في الحزب الراديكالي. وقد انتخب نائب فرنسي (2 يناير 1956 – 8 ديسمبر 1958).